# Gynostemma burmanicum
Gynostemma burmanicum är en gurkväxtart som beskrevs av George King och Chakr. Gynostemma burmanicum ingår i släktet Gynostemma och familjen gurkväxter. Utöver nominatformen finns också underarten G. b. molle.